# Enica longirostris
Enica longirostris är en tvåvingeart som först beskrevs av Christian Rudolph Wilhelm Wiedemann 1819.  Enica longirostris ingår i släktet Enica och familjen svävflugor. Inga underarter finns listade i Catalogue of Life.